# Assembleia de Vizille
A assembleia de Vizille foi o resultado de uma reunião de vários representantes em Grenoble. Seu objetivo era discutir os eventos de Jornada das Telhas, uma das primeiras revoltas anteriores à Revolução Francesa.

## Jornada das Telhas

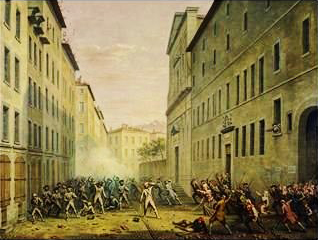
Jornada das Telhas por Alexandre Debelle

Em 7 de junho de 1788, surgiram tumultos por toda a cidade de Grenoble. Os soldados enviados para reprimir os distúrbios forçaram os habitantes da cidade a sair das ruas. Algumas fontes dizem que os soldados foram enviados para dispersar parlamentares, que estavam tentando reunir um parlamento. No entanto, os habitantes da cidade subiram nos telhados dos edifícios, lançando telhas nos soldados nas ruas abaixo, daí o nome. Isso expulsou as tropas reais da cidade no primeiro surto de violência política que se tornou a revolução.

## A Assembleia

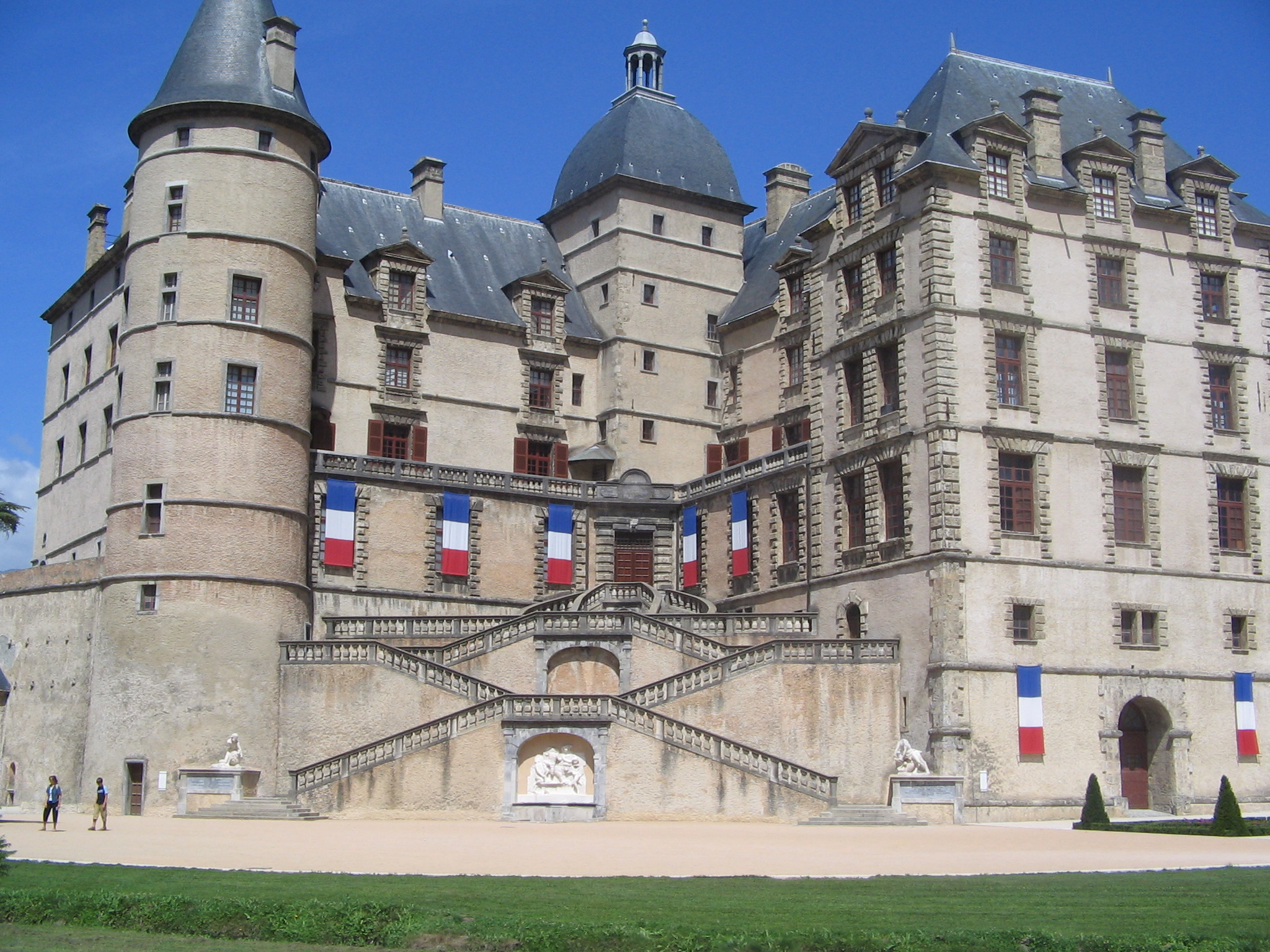
O castelo de Vizille.

Em julho, Claude Perier, inspirado por todas as idéias liberais ao seu redor, reuniu uma reunião na sala do Jeu de Paume em seu castelo de Vizille e hospedou a reunião anteriormente proibida em Grenoble. Quase 500 homens se reuniram naquele dia no banquete hospedado por Claude. No atendimento, havia muitos "notáveis", incluindo os clérigos, empresários, médicos, notários, funcionários municipais, advogados e nobreza desembarcada.
Exigido nesta reunião: Convocação em Paris de um Estado-Geral (uma forma de parlamento nacional). Este encontro marcou a primeira parte da Revolução Francesa.
O castelo agora abriga o Museu da Revolução Francesa.